# Csorna

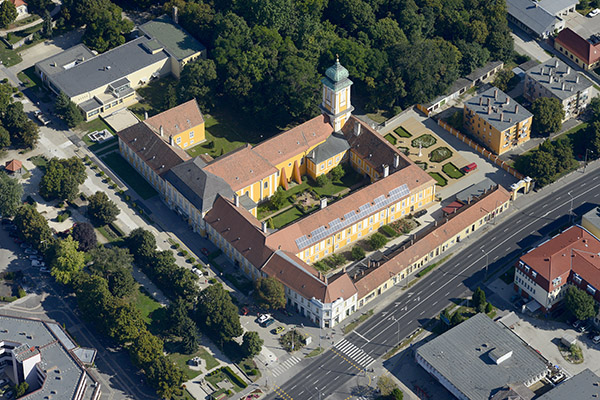
A csornai Premontrei Prépostság légi képe

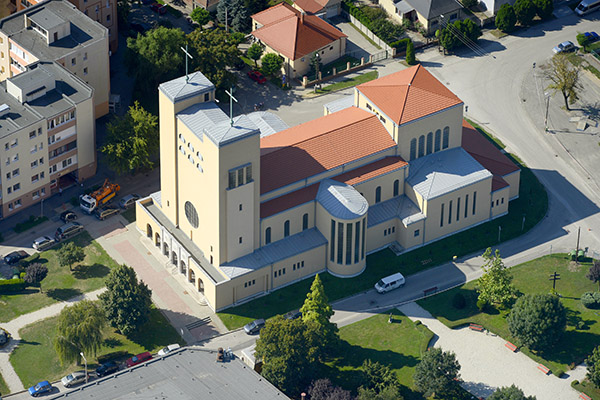
A Jézus Szíve katolikus templom Csorna belvárosában

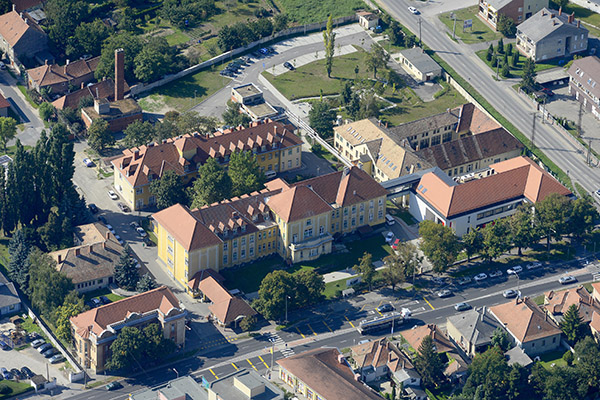
A csornai Margit Kórház madártávlatból

Csorna (németül: Gschirnau) város Győr-Moson-Sopron vármegyében, a Csornai járás székhelye. A megye ötödik legnépesebb települése, „a Rábaköz fővárosa”. Területe a Fertő–Hanság Nemzeti Park része. Hozzá tartoznak Földsziget, illetve Csatárimajor külterületi városrészek is.

## Fekvése
Magyarország északnyugati részén, a Kisalföldön, a Győri-medence nyugati részén a Rábaközben fekszik. Külterülete északnyugati irányban mélyen (egyetlen helyen, pontszerűen még az országhatárral is érintkezően) benyúlik a Hanság déli medencéjébe.
Szomszédait, közigazgatási területének részint kiterjedt volta, részint meglehetősen szabálytalan alakja miatt nehéz definiálni. Észak felől a legközelebbi szomszédja Bősárkány, északkelet felől Maglóca és Barbacs, délkelet felől Dör és Rábapordány, dél felől Pásztori és Szilsárkány, délnyugat felől Bogyoszló és Jobaháza, nyugat felől Farád, északnyugat felől pedig Acsalag.
Északnyugati irányból ugyanakkor egy keskeny nyéllel a város területéhez kapcsolódik Földsziget is, amely településrész határos még Jánossomorja, Rábatamási, Osli községekkel és Kapuvárral is.

### Megközelítése

#### Közút
Kelet–nyugati irányból a város két legfontosabb megközelítési útvonala a Győrt Sopronnal összekötő 85-ös főút és az annak tehermentesítésére épült M85-ös autóút. Előbbieket északnyugati irányban itt keresztezi a Rédicstől Mosonmagyaróvárig húzódó 86-os főút és annak gyorsforgalmi kísérője, az M86-os autóút; az említettek az ország minden tája felől könnyű elérést biztosítanak a Csornára igyekvőknek.
A környező kisebb települések közül Dörrel a 8422-es, Barbaccsal a 8512-es, Acsalaggal és Maglócával a 8513-as utak kötik össze; Földszigeten kelet-nyugati irányban a 8514-es út halad keresztül.
Kerékpárút köti össze Faráddal, Jobaházával.

#### Vasút
Vonattal elérhető a Győr–Sopron-, a Hegyeshalom-Szombathely- illetve a Pápa–Csorna-vasútvonalon, melyek közös szakaszát szolgálja ki Csorna vasútállomás. Utóbbi a város belterületének déli részén létesült, a 86-os főút vasúti keresztezésétől keletre; közúti elérését a főútból keletnek kiágazó 84 308-as számú mellékút teszi lehetővé. A soproni vonalnak még egy megállóhelye volt Csorna területén, a 8422-es út vasúti keresztezése mellett kialakított Dör megállóhely, de ott mára megszűnt a személyforgalom.

## Története
Csorna az itt feltárt régészeti leletek tanúsága alapján már az őskortól kezdve lakott település, amely többször elnéptelenedett az idők során, ám a 10. századtól kezdve folyamatosan lakott volt. Az i. e. 5–6. században a vidék a nyugat felől érkezett kelták birtokába került. A Római Birodalom légiói Augustus római császár uralkodása idején leigázták a keltákat és a terület Pannonia néven a birodalom része lett. Az ebből az időszakból származó Mithrász-szobor kiemelkedő fontosságú régészeti lelet. Mivel a népvándorláskorban az itt állomásoztatott római légiókat számos esetben megtámadták barbár törzsek, ezért a rómaiak a csapatokat visszavonták Itáliába, és így fokozatosan elfoglalhatták az érkező germán-, hun és avar törzsek a vidéket. Ebből a korból származik az aranyból készült hun fejedelmi diadém, amelyet a csornai prépostsági téglagyár agyaggödrében találtak és e lelet ma a Magyar Nemzeti Múzeumban tekinthető meg. A város területén ekkoriban avarok is éltek, akikről a Laky Döme utcában feltárt avar kori sír is tanúskodik. Az avarokkal együtt szláv népek is megtelepedtek. A Rábaköz sokáig szlávok lakta vidék volt. Csorna neve szintén szláv eredetű, jelentése fekete.

### Árpád-kor
A magyar törzsek 900 környékén átkeltek a Dunán és elkezdték elfoglalni a korábbi Pannonia provinciát. A honfoglalás idején Csornát és környékét Sur vezér és nemzetsége vette birtokba. Anonymus így ír gesztájában az eseményről: „Árpád vezér és nemesei Szent Márton hegye tövében ütöttek tábort, majd amikor a hegyre fölhágtak, Pannonia földjének szépségét látva igen megörültek. Ezután a Rábcáig nyomultak előre.” Csorna területén három honfoglalás kori magyar temetkezési helyet is sikerült feltárniuk a régészeknek: a leghíresebb ezek közül a premontrei rend birtokán, a Süly-hegyen talált nő sírja, aki gazdag lehetett, mivel sírja lóáldozat maradványait is rejtette. Az Eperjes-dombon több lovas sírt tártak fel a régészek, amelyekből Péter magyar király dénárjai kerültek elő.
Csorna első birtokosai az Osl nemzetség tagjai voltak. 1180 környékén premontreiek telepedtek le a területen, akik az Osl nemzetségtől kapott földbirtokokon mezőgazdasági termelést folytattak.
A város első írásos emléke 1226-ból származik. Az Árpád-kori oklevelekben a város neve többféle írásmódban fordul elő: Chorna, Cherna, Churna, Serna, Surna. A név eredetére többféle elképzelés létezik: az egyik szerint az Osl nemzetség ősének, Sur vezérnek a nevéből származik, a másik szerint szláv eredetű, és jelentése „fekete”.

### Újkor
A törökök 1542-ben feldúlták a várost, egy évvel ezután elindították hadjáratukat a Rábaközben. Győr várának elestekor a várost ismét súlyos pusztítást okoztak.
A 17. századtól kezdve a város legjelentősebb birtokosa az Esterházy család volt.
A városban az első céheket az 1660-as években alapították, csizmadia, mészáros, fegyverkovács, szűcs, szabó, takács és varga iparosok. A 19. század során asztalos, bognár, esztergályos, kádár, kovács, lakatos, szűcs, szíjgyártó, takács és üveges céhek alakultak a városban.
A török haderő Bécs második ostromának idején ismét elpusztította Csornát. Jány Ferenc prépost a népesség fogyatkozása miatt 40 német ajkú telepest hozott ide. A 17. század közepétől kezdve a településen a fokozatos fejlődés figyelhető meg.
Az 1848–49-es forradalom és szabadságharc ütközeteiben 46 csornai honvéd vett részt. Itt zajlott a szabadságharc egyik legutolsó győztes csatája, 1849. június 13-án. Kmety György 5000 fős honvédserege „a nagyutcai kertek alján” (a mai Kmety György utca vonalán) vonult be hajnalban déli irányból a községbe, alaposan meglepve az itt állomásozó 3000 fős császári sereget. Heves utcai harcok során magyar győzelem született; a csatában elesett Franz Wyss császári dandártábornok is. Az ütközetben tevékeny szerepet vállalt a premontrei rend is: Laky Dömötör vezetésével féltucatnyi harcképes szerzetes szabadcsapatot szervezett a környékbeli falvak lakosságából. A szabadcsapat „befuserált” a császári seregnek, ami nagyban hozzájárult a győzelemhez. A temetőben két emlékmű is utal a csatára, és itt található Wyss sírja is. A Dreissiger-ház falán két (a csatában a házba belőtt) ágyúgolyó közt emléktábla látható.
Az útépítés és a vasútépítés a 19. században jelentős mértékben segítette a város fejlődését. Az 1800-as évek végén és az 1900-as évek elején alakultak meg a legfontosabb ipari létesítmények a városban. Ekkor alakult ki a mai városközpont mai képe, mivel ebben az időben emelték a belváros épületeinek nagy részét.

### 20. század
Az első világháborúban 220 csornai veszett oda. A városi kórházat kisegítő hadikórházzá nyilvánították, és itt ápolták a polgárok mellett a sebesült katonákat is. A magyarországi Tanácsköztársaság alatt a Szamuely Tibor vezette vörösterror rögtönítélő bíróság elé állított, majd 1919. június 9-én, pünkösdhétfőn a város főterén, a premontrei templom előtt nyilvánosan felakasztott hét, „ellenforradalmi szervezkedéssel” vádolt embert; a hozzátartozókat, valamint a város és a környező települések lakosságát pedig a kivégzés végignézésére kényszerítették.
A második világháborúban a város lakosságából 141 katonai és polgári személy vesztette életét, valamint a város zsidó lakosságának csaknem egésze elpusztult.
Csornát 1971. április 25-én az a Magyar Népköztársaság Elnöki Tanácsa várossá nyilvánította. Ezt követően, közel másfél évtizeden át gyors fejlődésen ment keresztül a település: megháromszorozódott az iparban foglalkoztatottak száma, több mint 400 munkahely létesült az oktatás, a kereskedelem és a vendéglátás területén. 1971-től kezdve a városban többen telepedtek le, mint amennyien elvándoroltak onnan.

### A rendszerváltás után
A város a székhelye a Csornai Többcélú Kistérségi Társulásnak, amelynek 34 környékbeli település a tagja.
Átmenő közúti (benne nagyon jelentős nemzetközi kamion-) forgalma országos szinten is az egyik legterheltebb településsé degradálta a várost. A 2015 szeptemberében átadott, Csornát elkerülő M85-M86 gyorsforgalmi útszakasz részben javította a város közlekedési viszonyait.
Habár még nem adták át az M85-ös autóút Sopronig tartó szakaszát, a tranzitforgalom ki van tiltva a városból.
A városban a 2010-es évek második felében új beruházásként, jelentős állami és EU-s támogatással épült meg az Ecosolifer Heterojunction Kft. napelemgyára. A gyárépület alapkövét 2014-ben Áder János akkori köztársasági elnök jelenlétében tették le. A létesítményt 2020. december 10-én avatták fel, de a termelés megindulásától kezdve a cég jelentős veszteséget és adósságot halmozott fel, végül csődbe ment. 2024. május 3-án a bíróság kimondta felszámolását.

## Közélete

### Polgármesterei
- 1990–1992: Búzás Károly (KDNP)[11]
- 1992–1994: Krassné Bokori Márta (KDNP)
- 1994–1998: Papp József Lajos (MSZP)[12]
- 1998–2002: Papp József (MSZP)[13]
- 2002–2006: Papp József (MSZP)[14]
- 2006–2010: Dr. Turi György (Fidesz-KDNP)[15]
- 2010–2014: Dr. Turi György (Csornai Polgári Egyesület)[16]
- 2014–2019: Dr. Bónáné dr. Németh Katalin (Fidesz-KDNP)[17]
- 2019–2024: Dr. Bónáné dr. Németh Katalin (Fidesz–KDNP)[18]
- 2024– : Dr. Bónáné dr. Németh Katalin (Fidesz-KDNP)[1]

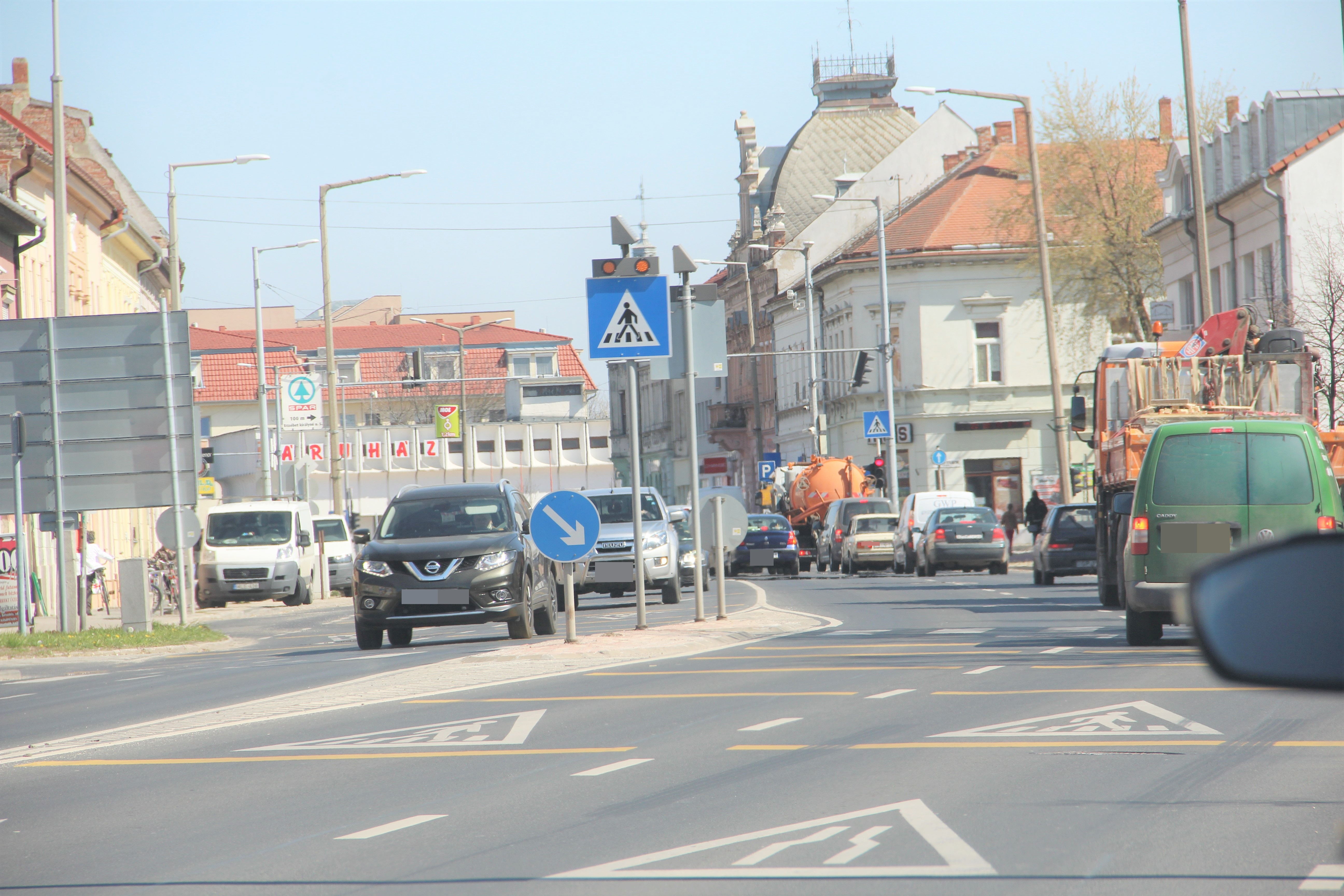
A város főutcája (a 85-ös és 86-os főutak közös szakasza)
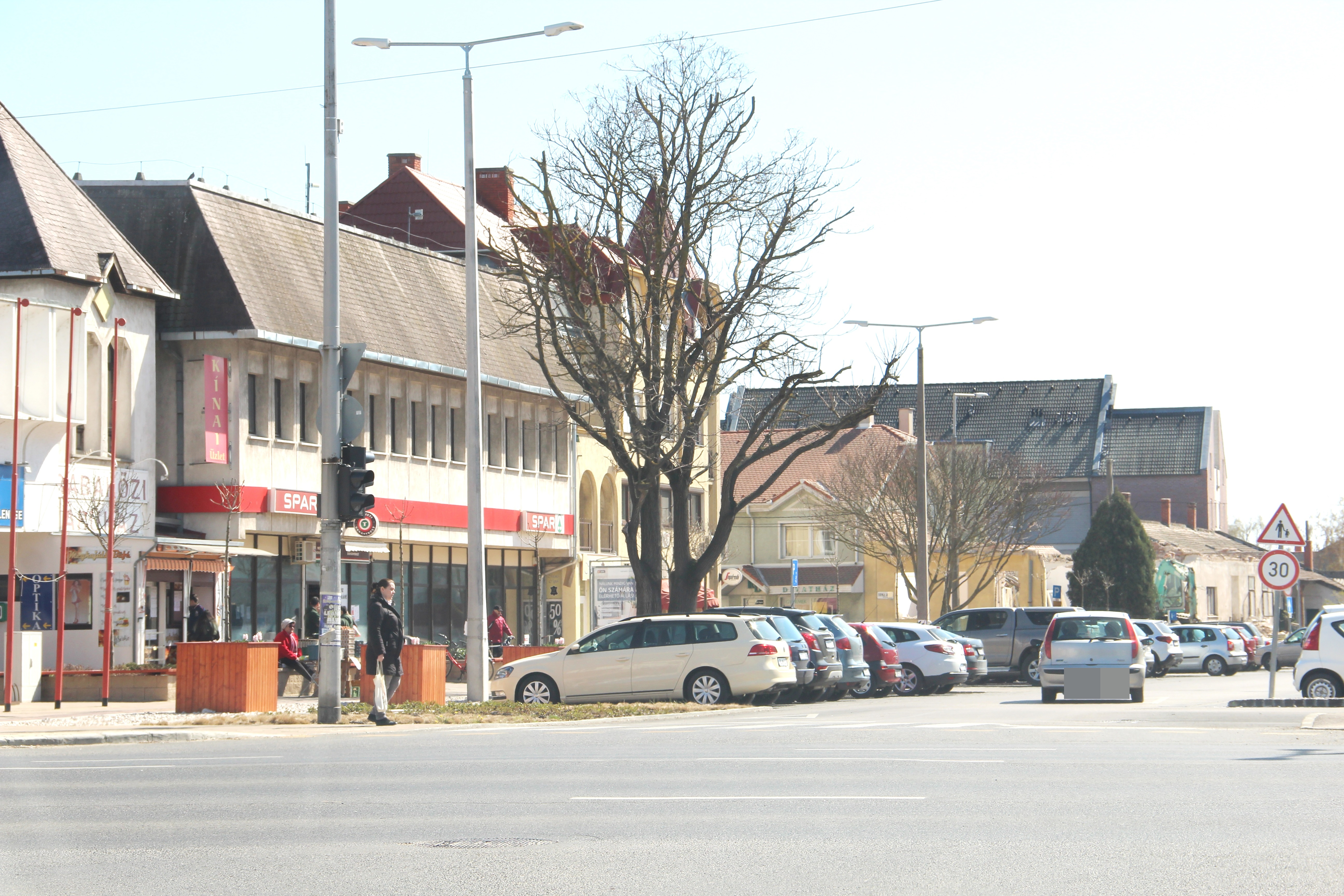
A Mártírok tere
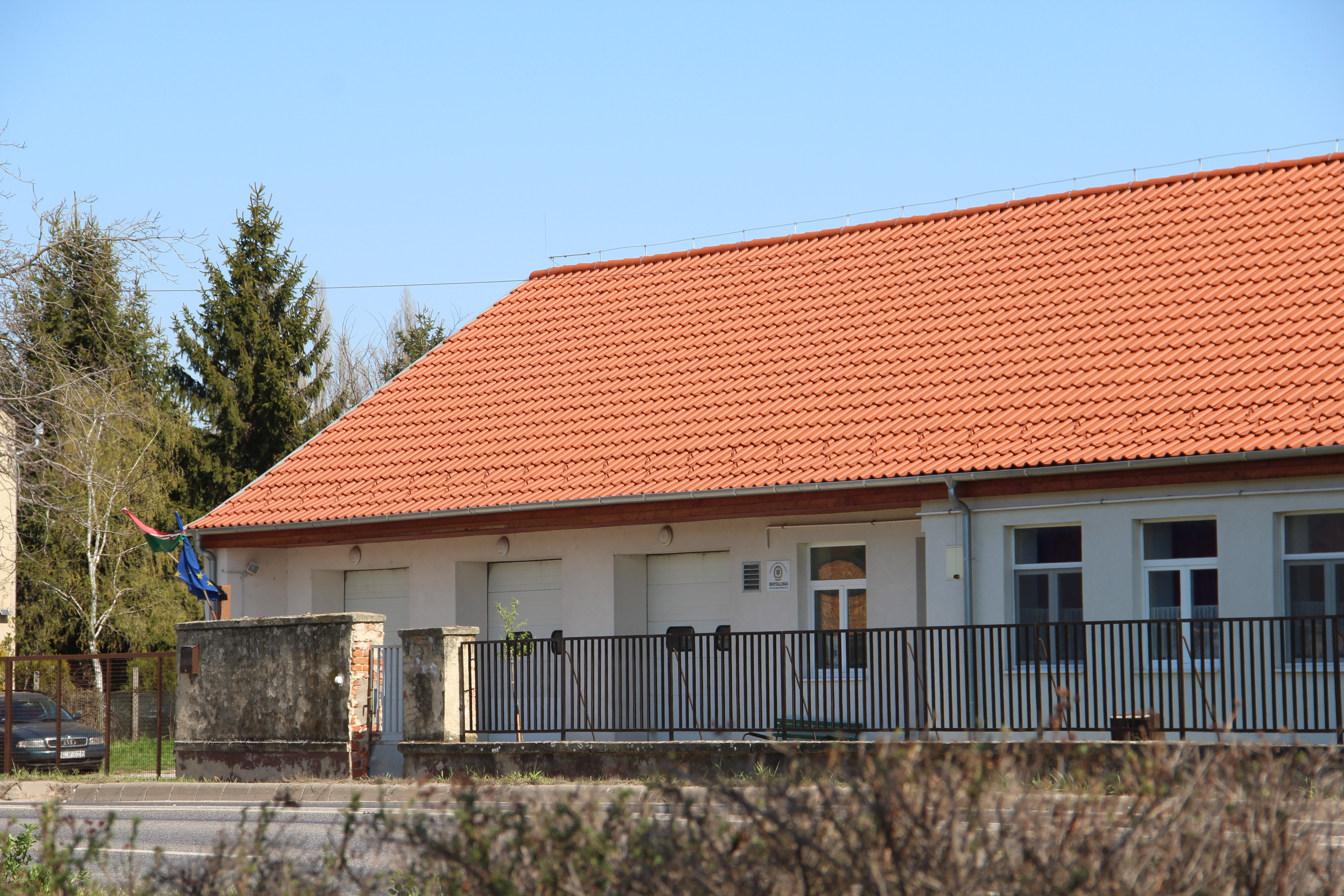
Az Országos Mentőszolgálat csornai mentőállomása

## Népesség
A település népességének változása:
| Lakosok száma | 12 470 | 10 652 | 10 655 | 10 834 | 10 882 | 10 738 | 10 514 | 10 406 | 10 105 | 9621 |
|               | 1990   | 1994   | 1997   | 2001   | 2005   | 2008   | 2012   | 2016   | 2019   | 2024 |

A 2011-es népszámlálás során a lakosok 85,5%-a magyarnak, 1,4% cigánynak, 0,8% németnek, 0,2% románnak mondta magát (14,4% nem nyilatkozott; a kettős identitások miatt a végösszeg nagyobb lehet 100%-nál). A vallási megoszlás a következő volt: római katolikus 63%, evangélikus 3,9%, református 1,2%, görögkatolikus 0,2%, felekezeten kívüli 4,6% (26,6% nem nyilatkozott).
2022-ben a lakosság 92,4%-a vallotta magát magyarnak, 1,1% cigánynak, 0,8% németnek, 0,1-0,1% szerbnek, ukránnak és románnak, 1,7% egyéb, nem hazai nemzetiségűnek (7,4% nem nyilatkozott; a kettős identitások miatt a végösszeg nagyobb lehet 100%-nál). Vallásuk szerint 52,7% volt római katolikus, 3,6% evangélikus, 1,2% református, 0,2% görög katolikus, 0,6% egyéb keresztény, 1,8% egyéb katolikus, 5,4% felekezeten kívüli (34,3% nem válaszolt).

## Templomai

### Premontrei Prépostság
A középkori Magyar Királyságban a premontrei rend egyik legfontosabb prépostsága. Az 1180-as években alapították Szent Mihály tiszteletére. 1578-ban újjáépítették, majd 1774–86 között Haubt morva építész barokk stílusban alakította át. A kolostorban működő rendet többször feloszlatták, mindezek ellenére még a török időkben is működött. Az egyemeletes épület homlokzata többszörösen tagolt. Ma a rendházban működik a Csornai Múzeum, amelyben a Csorna és a Rábaköz néprajzát és helytörténetét bemutató állandó kiállítás mellett a premontrei prépostok portréit és a rend egyházi kincseit bemutató egyházművészeti kiállítás látogatható. A rendház falán dombormű őrzi az 1848–49-es szabadságharcban részt vett kanonokok:
- Kulcsár Fábián
- Pozsgai Dózsa
- Laky Demeter
- Simon Vince
- Sebesy Kálmán emlékét.

### Evangélikus templom
A hitújítás korából nincs adat arra, hogy Csornán működtek volna evangélikus reformátorok.
A gyülekezet építése nem lelkészi, hanem világi szervezésben indult meg. Payr Gusztáv bádogosmester – Hérints Lajos farádi esperes lelkész segítségével – évek óta önállóan szervezte a gyülekezet életet.
Az esperes 1926. január 31-ére hívta össze a csornai polgári fiúiskolába a gyülekezetet annak megbeszélésére, hogy milyen körülmények között lehetne protestáns istentiszteleteket tartani a településen. A jelenlévők vállalták, hogy gyűjtést rendeznek egy harmónium beszerzésének költségeire. Az iskola igazgatója, Mittl Ferenc, pedig hozzájárult, hogy az intézmény egy termében tarthassa a gyülekezet istentiszteleteit. Megválasztották a presbitériumot. Ez időtől beszélhetünk a csornai Evangélikus Keresztyén Egyházközség megalakulásáról.
A gyülekezet életének fontos állomása az önálló templom felépítésének szándéka. Nagyarányú, ismételt gyűjtésbe fogtak Kapi Béla dunántúli püspök, illetve a világi hatóság engedélyével. A Sopron vármegyei alispán 1926. decemberében kiadott engedélye szerint a gyűjtés hat hónapon át tarthatott, kiterjedhetett az ország egész területére, beleértve a fővárost is. Az egyik gyűjtőkönyv tanúsága szerint az adakozás mértéke 10 fillértől 5 pengőig terjedt.
A mezőváros vezetése hosszas huzavona után sem engedett át templomépítés céljára megfelelő telket, a gyülekezet kénytelen volt a település déli szélén vásárolni egyet. Az új templom alapkövét ünnepélyes keretek között 1929. október 6-án helyezték el. A gyülekezet a templomépítés érdekében is készen volt nagy áldozatokra. Annak ellenére, hogy jelentősen eladósodtak, a templomot rövid idő alatt sikerült felépíteni. A templomot Kapi Béla püspök szentelte fel 1930. június 9-én. (A felszentelés napjára a templomot ábrázoló kitűzőt készíttettek).
Önálló missziói segédlelkészt csak 1934-ben kapott a gyülekezet, ekkor szakadt el Farádtól, és alakulhatott meg a Csorna-Kapuvári Missziói Egyházközség. Rác lelkészt Nagy Gyula követte 1937-ben, ő szervezte meg 1943-ban a rövid életű evangélikus elemi iskolai oktatást a jelenlegi gyülekezeti teremben. Az anyagiakban is erősödő egyházközség 1949-ben telket tudott vásárolni lelkészlakás építése céljából. Hosszas vita után végül mégsem épült meg, hanem a templom melletti házban kialakított két lakás egyikét vásárolták meg parókia céljára, amely azóta is aszerint működik. Az első, mindmáig leghosszabb ideig 1949 és 1983 között szolgáló parókus lelkész Hubert István volt. Magassy Sándor (1983 – 1995) főként az ifjúság körében végzett szolgálatával erősítette az egyházi életet, építette ki a kapcsolatot a gyülekezet és a hollandiai Heumen református egyházközség között, és intézte a templom felújítását. Távozását követően egy évig Zámolyi Gyula nyugalmazott mosonmagyaróvári lelkész pásztorolta a gyülekezetet, majd őt követte Tubán József, először kihelyezett segédlelkészként (1996-2001), majd 2002-től napjainkig megválasztot

### Jézus Szíve-plébániatemplom
A plébániatemplomot 1938-ban szentelték fel. Érdekessége, hogy szentélyéhez az 1941-ben megrendezett magyar egyházművészeti kiállításon Aba-Novák Vilmos festőművész bemutatta a templom szentélyébe készített freskótervének temperaváltozatát, Jézus Szent Szíve címmel, de a kivitelezésre nem kapott megbízást. Később Nagy Sándor gödöllői festőművész az Országos Egyházművészeti Tanácsnak 1942-ben benyújtott freskótervét mind a Tanács, mind a megyés püspök elfogadta, s a művésszel 1942 júniusában kötöttek szerződést, amely szerint hat részletben összesen 11 700 aranypengő tiszteletdíjat fizettek ki az elkészített munkáért. Az összeg magában foglalta a tervek, kartonok elkészítésének és a festékanyag beszerzésének költségeit is. Az állványozás, a vakolás és az ahhoz szükséges anyagköltség a megbízót terhelte. A művész két év garanciát vállalt a freskó tartósságáért.

### Szent Ilona-plébániatemplom
Először egy, a győri káptalanban írt végrendelet említi 1281-ben. 1790-ben gyújtogatás következtében leégett, az épület teljesen megsemmisült.

## Iskolák
- Soproni Szakképzési Centrum Hunyadi János Technikum
- Csornai Általános Iskola és Alapfokú Művészeti Iskola
- II. Rákóczi Ferenc Római Katolikus Óvoda és Általános Iskola
- Soproni Szakképzési Centrum Csornai Kossuth Lajos Szakképző
- Kisalföldi Agrárszakképzési Centrum Csukás Zoltán Mezőgazdasági Szakiskola és Kollégium
- Kerényi György Művészeti Iskola
- Arany János Általános Iskola és Speciális Szakiskola
- Timaffy László Alapfokú Művészetoktatási Intézmény

A városban az 1950-es évekig hittudományi főiskola is működött.

## Kulturális élet

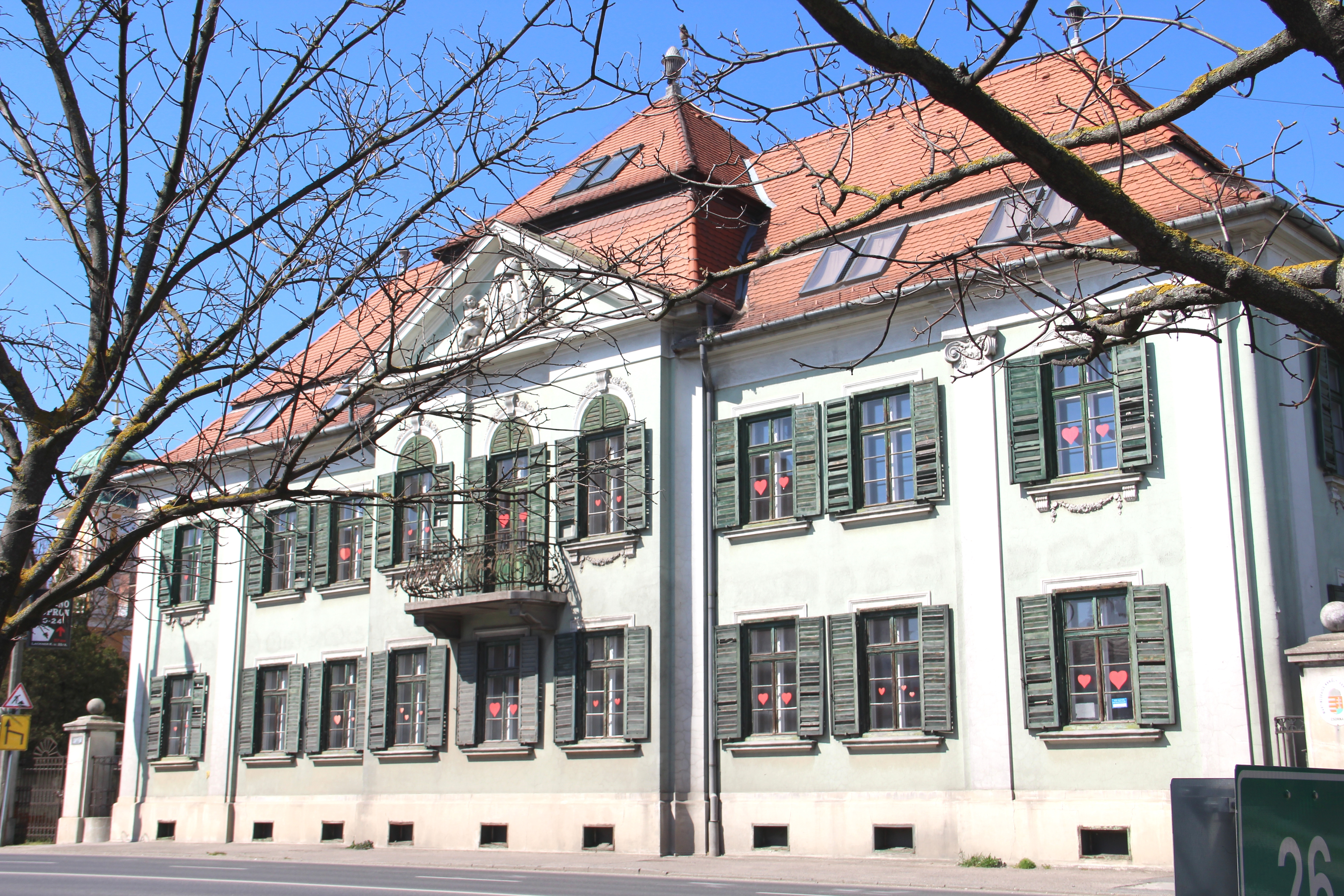
A városi könyvtár épülete

- Veréb fesztivál: amelyet 2006 óta évente megrendeztek a Csornai Aquatermál Fürdő és Kemping területén. A szervezés nehézségei, illetve a változó jogszabályi háttér miatt a 2013-ban megrendezett fesztivál volt az utolsó.[22]

### Látnivalók
- Nagy Sándor freskói: Jézus Szíve-plébániatemplom
- Csornai Múzeum: helytörténeti és néprajzi gyűjtemény a premontrei prépostság épületében
- Második világháborús emlékmű
- Szűz Mária-oszlop
- Csornai Aquatermál Fürdő és Kemping
- Fónyi Géza festő- és mozaikművész mozaikja a Csukás Zoltán Mezőgazdasági Szakközépiskola Szakiskola és Kollégium külső falfelületén
- Interaktív kiállítás a Hanság élővilágáról a Művelődési Központban (2011-ben készült, nyitvatartási időben ingyenesen látogatható)

## Híres csornaiak
Itt születtek:
- Áder János politikus, Magyarország egykori köztársasági elnöke
- Boros Csaba, rockzenész, basszusgitáros, énekes, a Republic (együttes) alapító tagja
- Csík György Jászai Mari-díjas díszlet- és jelmeztervező, egyetemi tanár
- Id. Fillár István Jászai Mari-díjas színművész
- Gestetner Dávid (1854. március 20., Csorna – 1939. március 18., London), a nyomdai sokszorosító (stencilgép) feltalálója
- Gódorné Nagy Marianna világklasszis kézilabdázó
- Grünwald Lázár haszid rabbi, nemzetközi hírű Talmud-tudós, Szatmárnémeti ortodox főrabbija
- Horváth Elemér József Attila-díjas magyar költő
- Horváth Ibolya Aase-díjas magyar színésznő, a Győri Nemzeti Színház Örökös Tagja
- Ittzés János evangélikus püspök
- Jakab Csaba színművész
- Kerényi György zeneszerző
- Kocsis István labdarúgó
- Korzenszky Richárd bencés szerzetes, író, költő
- Krasznai Tamás színművész, magánénekes, a Győri Nemzeti Színház Örökös Tagja
- Lukácsy Sándor irodalomtörténész, író
- Martincsevics Károly könyvkötő mester
- Nagy Tamás Ybl-díjas építész
- Molnár Csaba jogász, politikus, (a második Gyurcsány-kormányban volt közlekedési, hírközlési és energiaügyi miniszter; a Bajnai-kormányban pedig Kiss Péter utódjaként a Miniszterelnöki Hivatalt vezető miniszter, a miniszterelnököt helyettesítő miniszter volt)
- Pájer Imre tanár, helytörténész
- Pleszkán Frigyes (1959–2011) dzsessz-zongorista
- Puzsa Patrícia színésznő
- Szarka Zoltán olimpiai bajnok labdarúgó, kapus, edző
- Szücs Adorján bognármester család negyedik generációjának tagja, hintótervező-kivitelező (designer), hazai és nemzetközi elismeréseket szerzett (50 alkalommal)[23]
- Tocsik Márta
- Tury Oszvald bencés áldozópap és tanár
- Végvári Tamás grafikus, festőművész
- Zsávolya Zoltán (eredeti neve: Grudl Zoltán) József Attila-díjas költő, író, irodalmár, esztéta, egyetemi oktató

## Képek

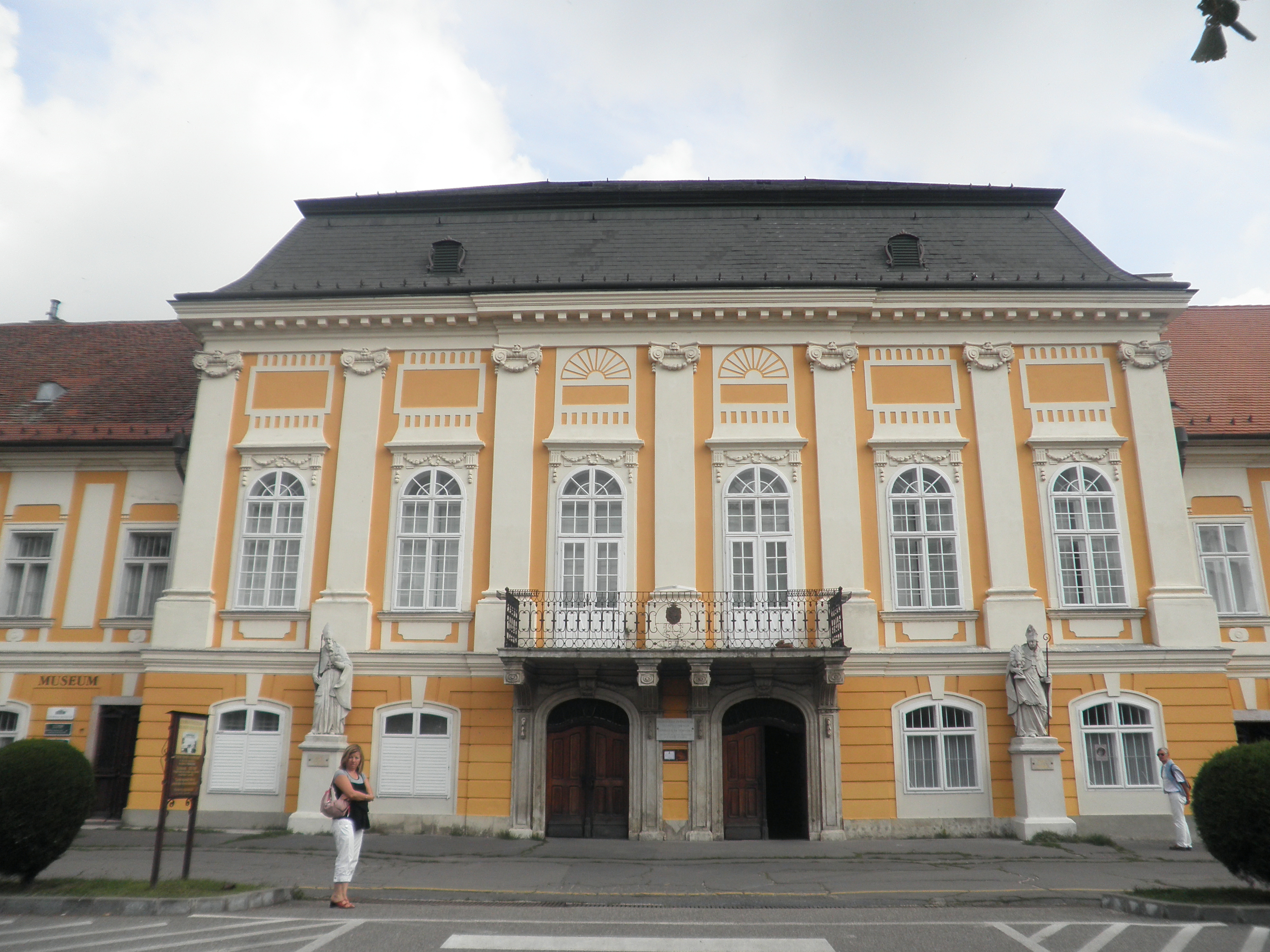
A Premontrei Prépostság főhomlokzata, a székesegyház bejárata
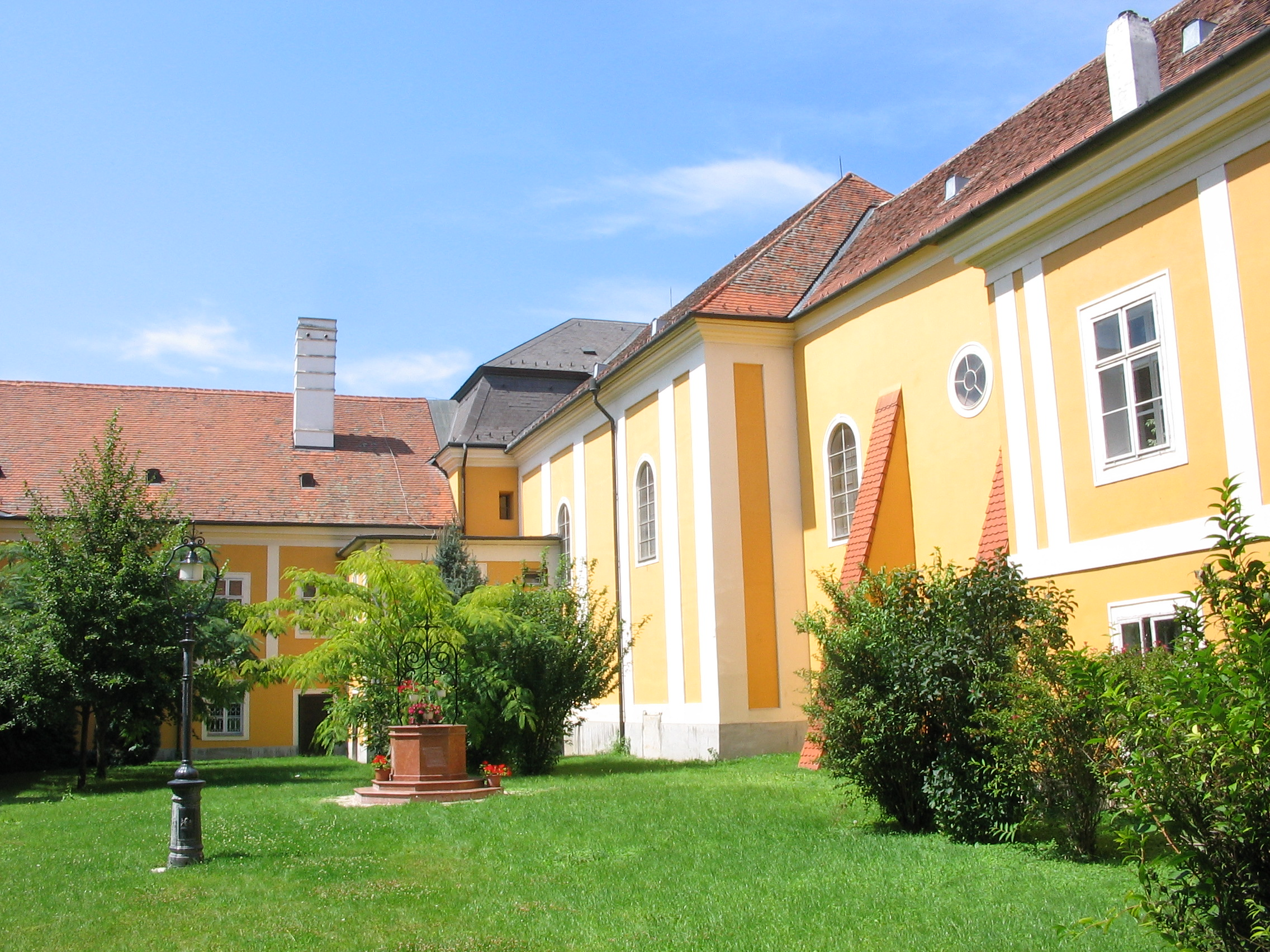
A prépostság belső udvara
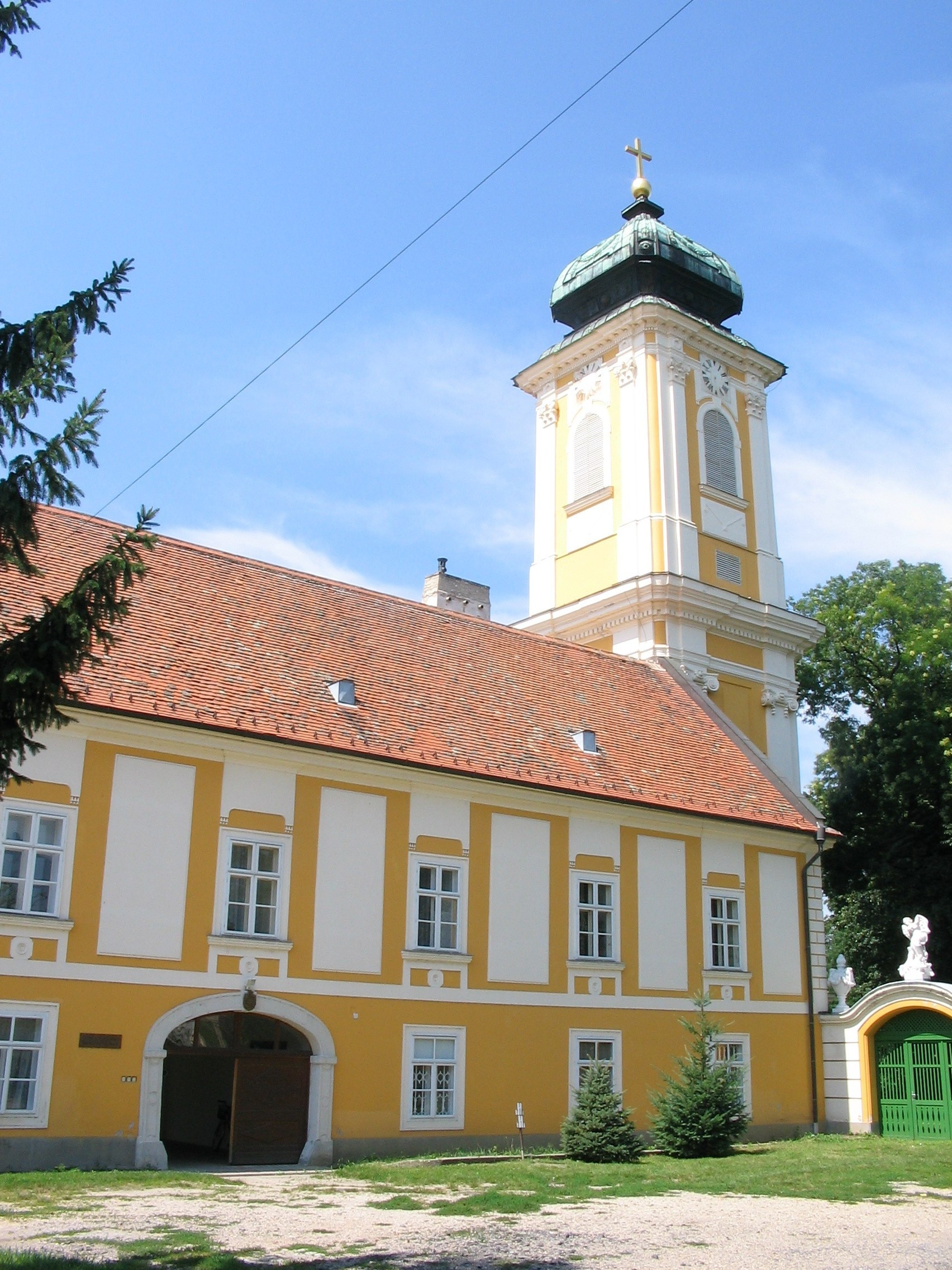
A székesegyház a Premontrei parkban
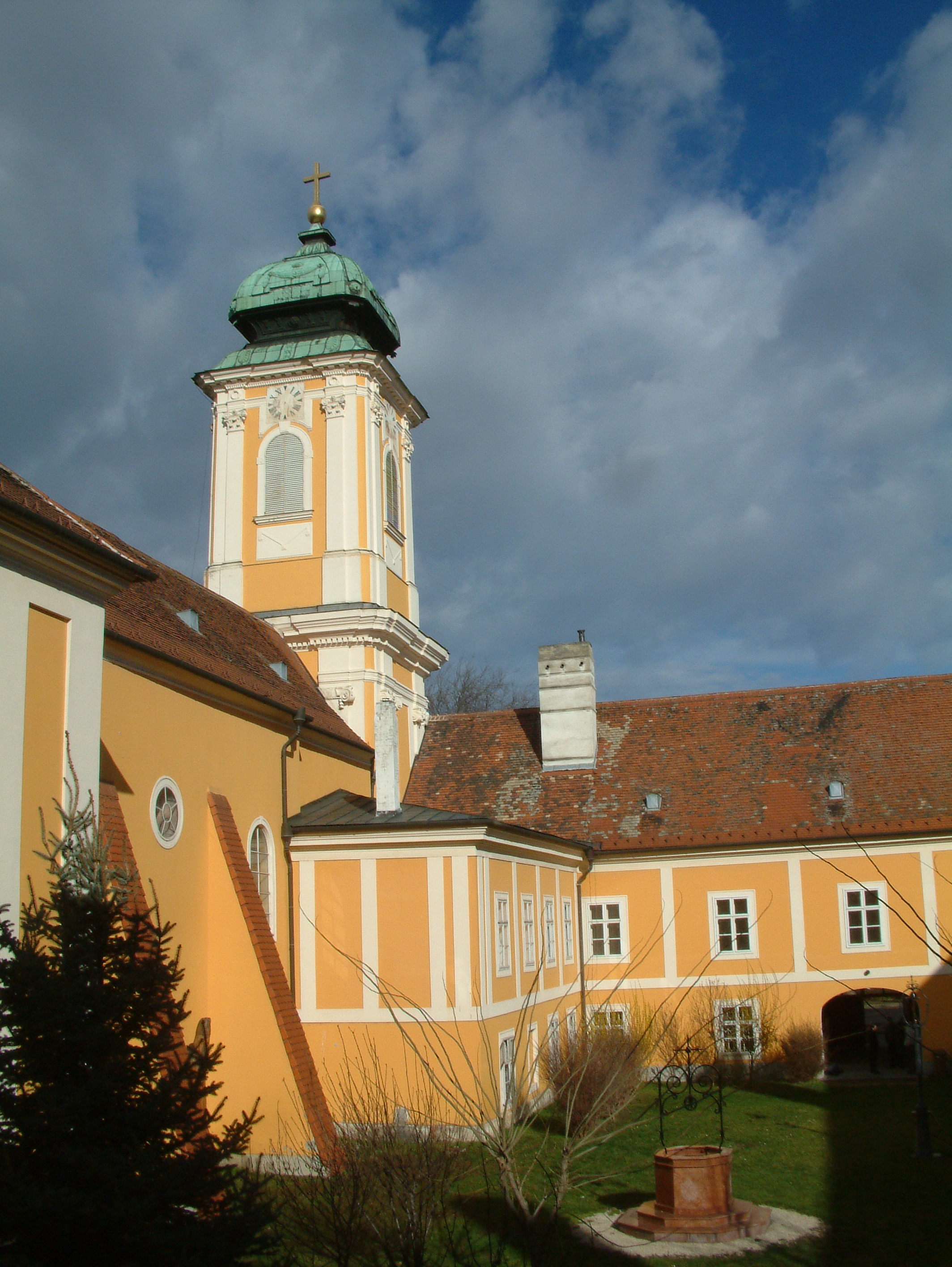
A premontrei rendház belső udvara
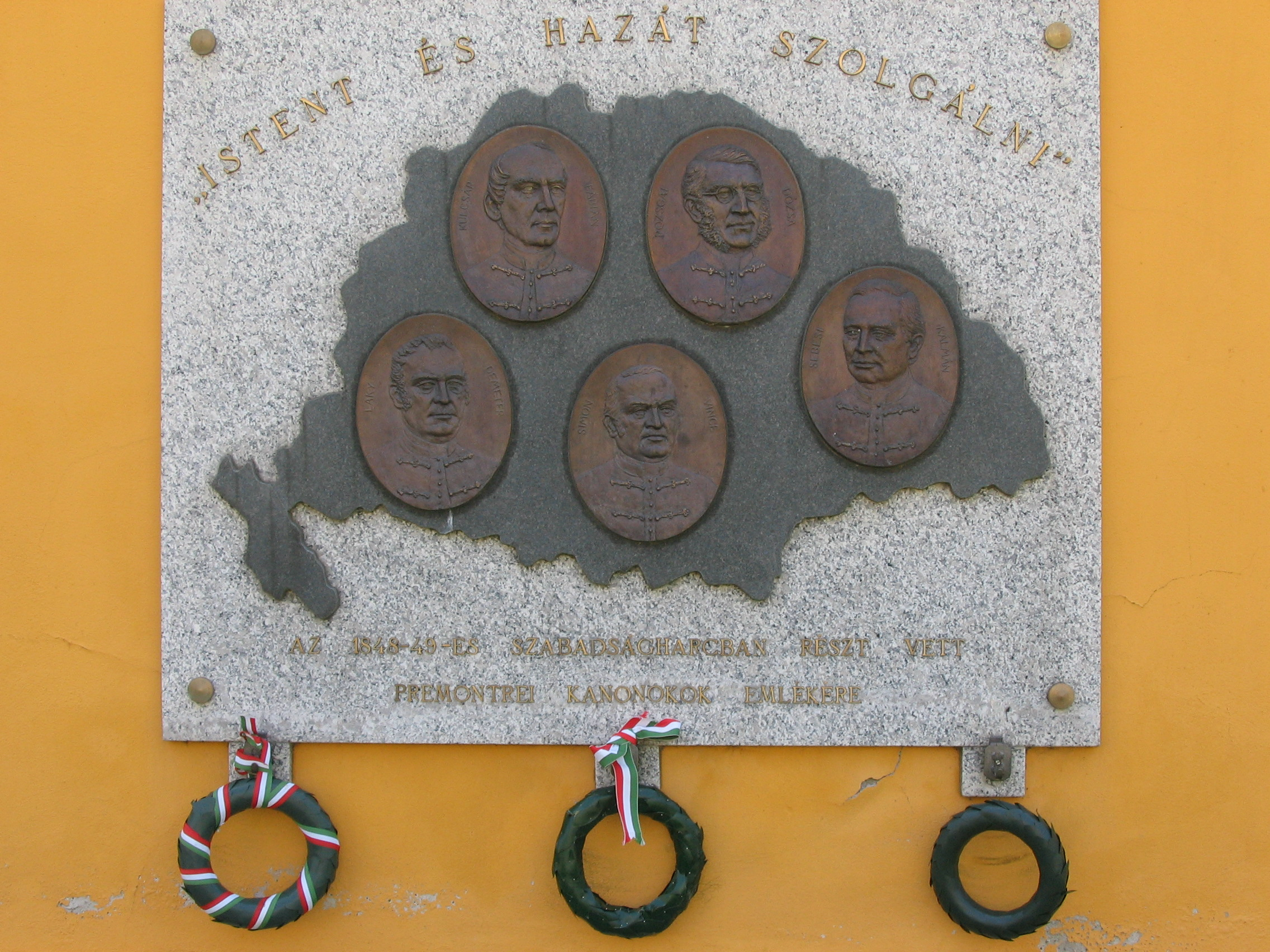
Az 1848–49-es forradalom és szabadságharcban részt vett premontrei kanonokok emlékműve a rendház falán
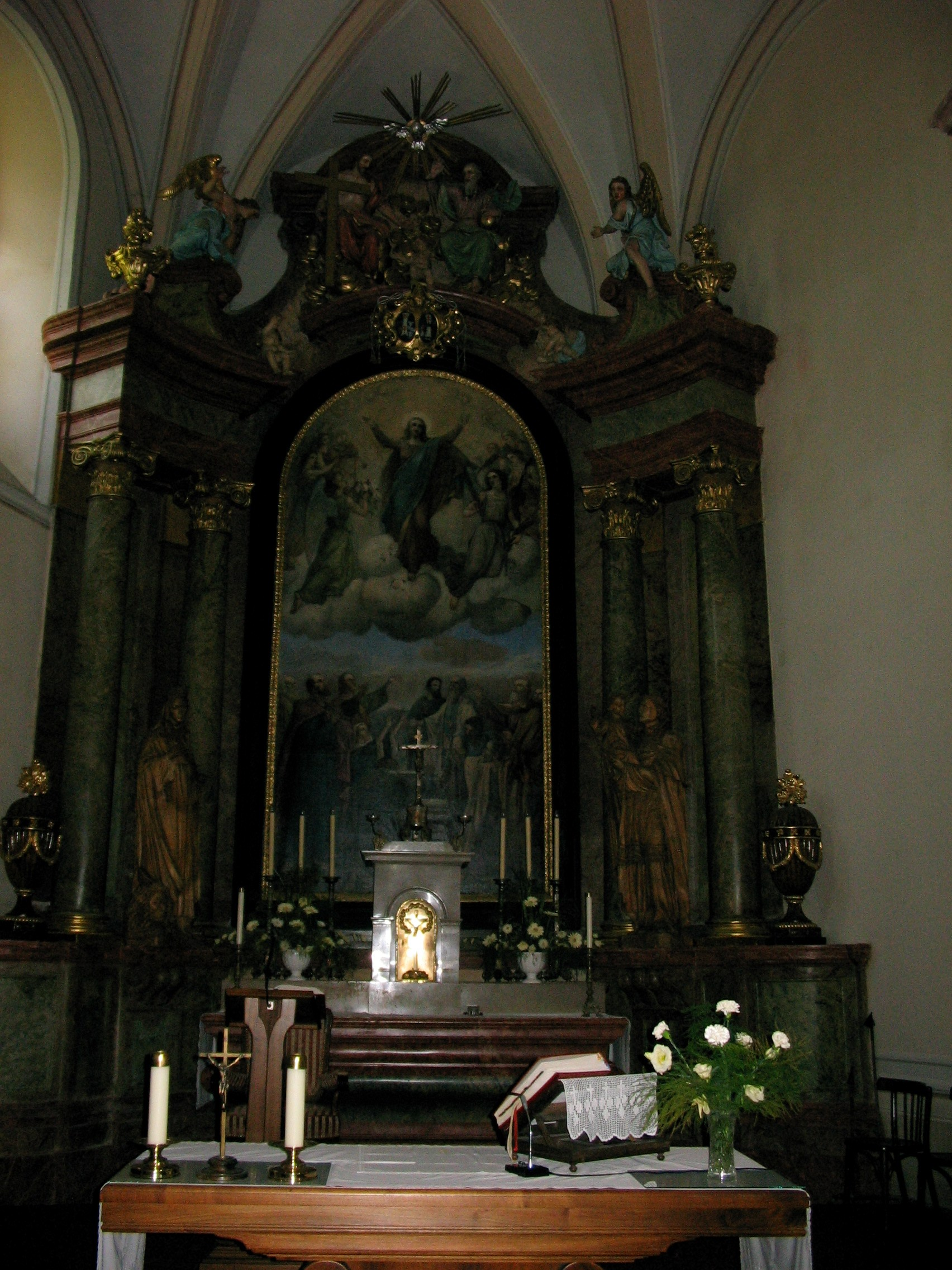
A székesegyház főoltára
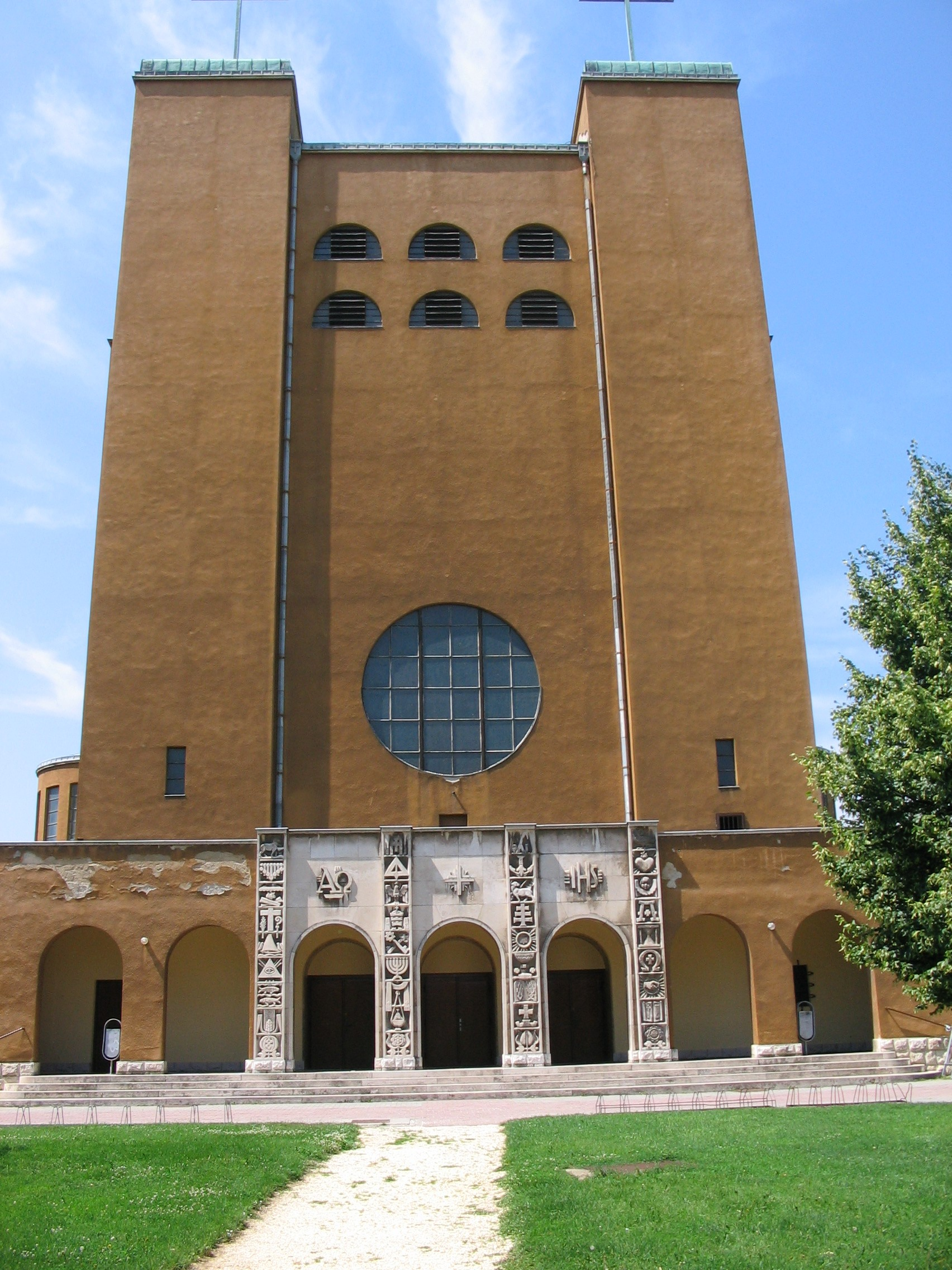
A katolikus templom homlokzata
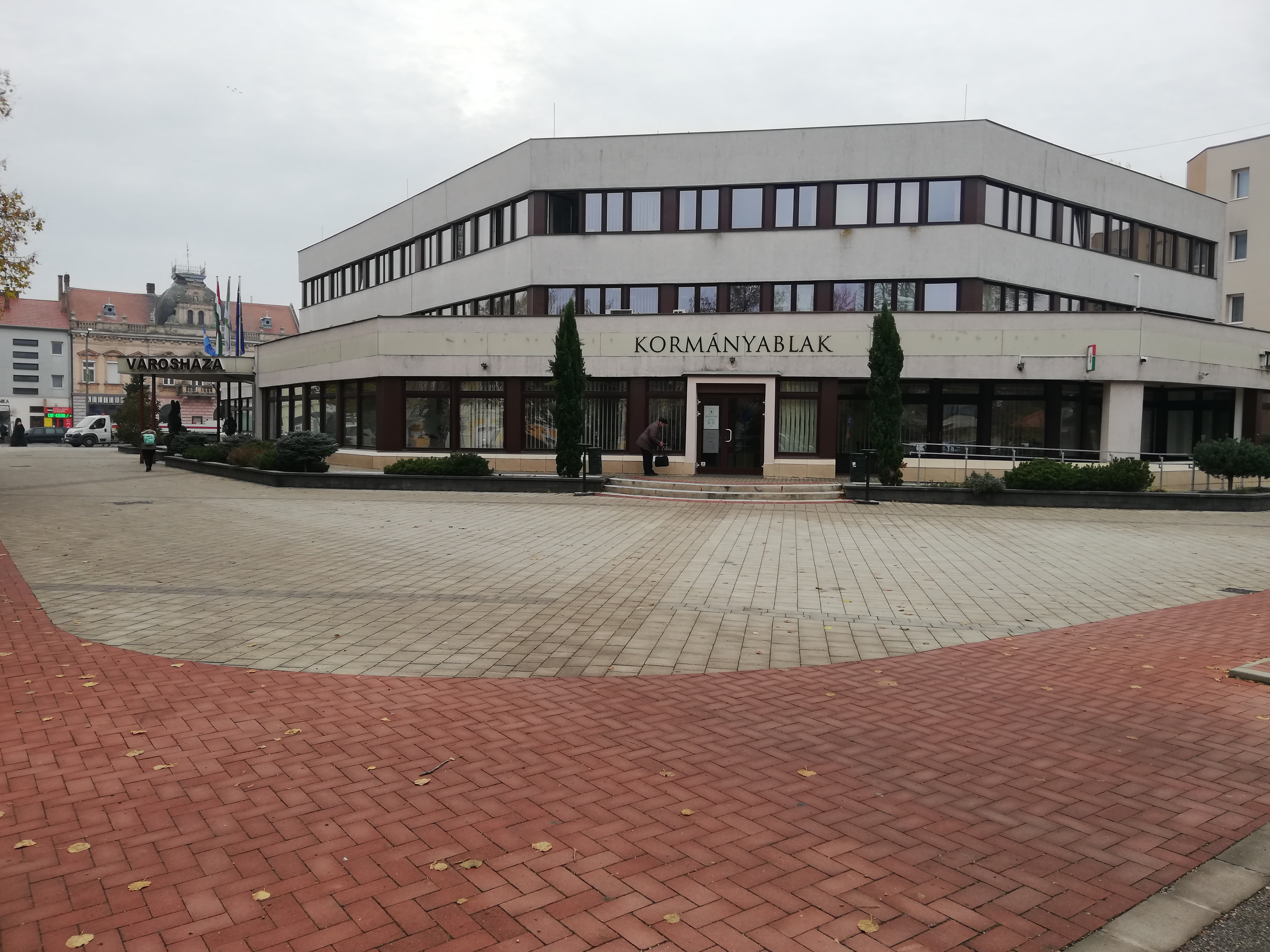
A Városháza épülettömbje
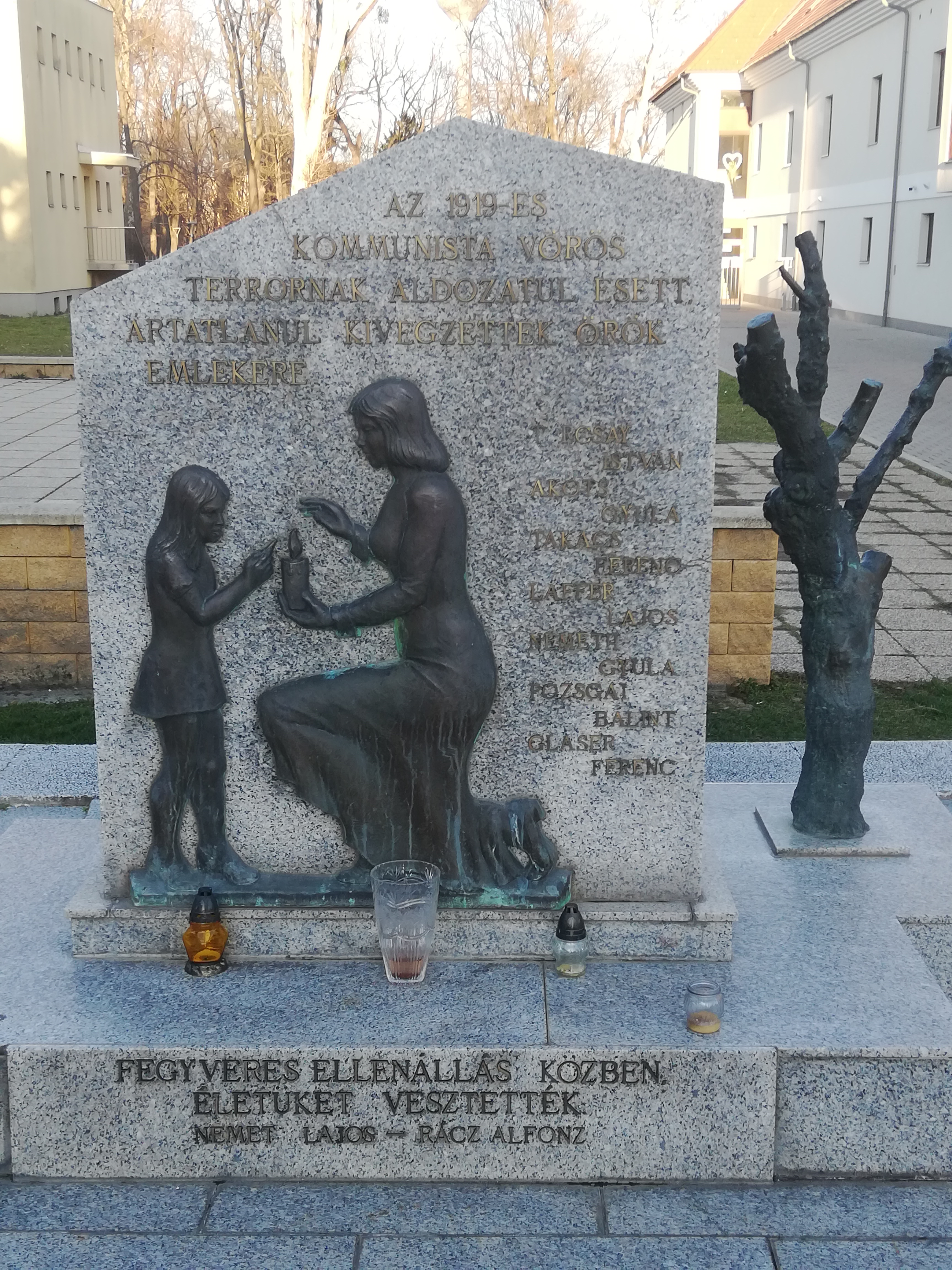
Az 1919-es áldozatok emlékműve

## Testvérvárosai
- Sinzing, Németország[24]
- Gyimesfelsőlok, Hargita megye, Románia[24]
- Nyárádszereda, Maros megye, Románia[24]
- Nagymagyar, Szlovákia[24]
- Dingzhou, Kína[24]